# 달의 제단
《달의 제단》은 KBS에서 방송된 심윤경 원작의 드라마이다.

## 등장 인물

### 주요 인물
- 김영재 : 상룡 역
- 오영수 : 조부 역
- 황정민 : 정실 역
- 사미자 : 달실댁 역
- 김현주 : 해월당 역
- 허윤정 : 생모 역
- 미상 : 상룡 부 역
- 미상 : 소진 역

### 과거
- 이연경 : 소선 역
- 김성원 : 존구 역
- 조양자 : 존고 역
- 성민 : 사랑 역
- 온조 : 거둘이 역

### 대과거
- 김길호 : 원찬 역
- 송민지 : 손각시 역

## 제작진
- 기획 : 이녹영
- 원작 : 심윤경
- 극본 : 유현미
- 연출 : 이원익
- 조연출 : 백상훈
- 진행 : 김영진, 이언정
- 기록 : 김영란
- 섭외 : 조진한
- 촬영 : 최찬영
- 조명 : 윤덕순
- 동시녹음 : 운향로
- 장비 : 배경한
- 보조출연 : 박진우
- 디자인 : 정홍국
- 소품 : 송용의, 이강호
- 의상 : 박귀철, 임철수
- 의상디자인 : 이민정
- 분장 : 정혜숙, 문혜정
- 특수분장 : 성기원, 김지훈